# 披拉顿·查拿特沙美
披拉顿·查拿特沙美（1992年9月15日—），泰国足球运动员，司职中场。現效力於泰超球队泰港，也代表泰国国家足球队。

## 荣誉

### 俱乐部
蒙通联
- 泰国甲级足球联赛冠军：2016
- 泰国联赛杯冠军：2016

武里南联
- 泰国甲级足球联赛冠军：2021–22
- 泰国足总杯冠军：2021–22
- 泰国联赛杯冠军：2021–22

### 国家队
泰国
- 东南亚足球锦标赛冠军：2022
- 泰王杯冠军：2017